# Campeonato de fútbol de Alemania Occidental
El Campeonato de fútbol de Alemania Occidental (en alemán: Westdeutsche Fußball Meisterschaft) fue la liga de fútbol más importante del oeste de Alemania y una de las ligas de fútbol más importante del país de 1903 a 1933.

## Historia
La liga fue creada en 1903 en los territorios ubicados al oeste de Alemania como lo eran Westfalia, Renania, Principado de Lippe y Hesse-Nassau, los cuales conformaban el reino de Prusia.
Tras la caída del Imperio alemán en 1918 y la instauración de la república los reinos pasaron a ser estados y el principado de Lippe pasó a ser un estado más y no pertenecer a Prusia.
La primera edición del campeonato fue en 1903 y contó con la participación de 3 equipos representantes de las ciudades de Essen, Koln y Monchengladbach bajo un formato de todos contra todos a ida y vuelta. En la siguiente edición el campeón lograba la clasificación al Campeonato Alemán de fútbol y en 1906 la cantidad de participantes se expandió a 4.
En 1907 aumentó la cantidad de equipos a seis, con la diferencia de que se jugó bajo un sistema de eliminación directa, en 1909 aumentó la cantidad de equipos a 9, bajó la cantidad de participantes a 5 en 1914 hasta que la liga fue suspendida por cinco años a causa de la Primera Guerra Mundial.
Como consecuencia de la guerra los territorios de Eupen y Malmedy pasaron a formar parte de Bélgica, sindo estos los únicos cambios en la geografía de Alemania en el lado oeste. En 1920 se reanuda el campeonato con la participación de los ocho equipos campeones de sus respectivas regiones: Berg/Mark, Hesse/Hannover, Renania del Norte, Ruhr, Renania del Sur, Westfalia del Sur, Westfalia y Renania Occidental.
Más adelante la cantidad de equipos participantes fue variando con cada temporada hasta que en 1923 pasaron a ser siete equipos bajo un formato de eliminación directa ida y vuelta para definir a un campeón. En 1926 la cantidad de clasificados del campeonato al torneo nacional pasó a ser de tres equipos.
En 1929 la cantidad de participantes en el campeonato pasó a ser de ocho equipos y con un formato de fase de grupos con dos grupos de cuatro equipos en la que los dos primeros de cada grupo lograban la clasificación a la fase final en una sede única y así se jugó hasta la edición de 1931. En las ediciones de 1932 y 1933 se regresó al formato de eliminación directa a ida y vuelta.
La liga desaparece en 1933 luego de que los nazis toman el poder en Alemania y reemplazan el campeonato por las Gauliga Hessen, Gauliga Mittelrhein, Gauliga Niederrhein y
Gauliga Westfalen.

## Lista de Campeones
| Temporada | Campeón                | Finalista                 | Resultado  |
| 1903      | Cölner FC 1899         | Essener SV 1899           | N/A        |
| 1904      | Duisburger SV          | Bonner FV                 | N/A        |
| 1905      | Duisburger SV          | No se definió             | N/A        |
| 1906      | Cölner FC 1899         | Duisburger SV             | 3-2        |
| 1907      | Düsseldorfer FC 1899   | Casseler FV               | 7-0        |
| 1908      | Duisburger SV          | FC München-Gladbach       | 5-0        |
| 1909      | FC München-Gladbach    | Preußen Duisburg          | 3-2 aet    |
| 1910      | Duisburger SV          | Casseler FV               | 6-1        |
| 1911      | Duisburger SV          | Vfvb Ruhrort              | 3-0        |
| 1912      | Cölner BC 1901         | Borussia München-Gladbach | 4-2        |
| 1913      | Duisburger SV          | Arminia Bielefeld         | Declarado  |
| 1914      | Duisburger SV          | Preußen Münster           | N/A        |
| 1915      | No se jugó             | No se jugó                | No se jugó |
| 1916      | No se jugó             | No se jugó                | No se jugó |
| 1917      | No se jugó             | No se jugó                | No se jugó |
| 1918      | No se jugó             | No se jugó                | No se jugó |
| 1919      | No se jugó             | No se jugó                | No se jugó |
| 1920      | VfTuR München-Gladbach | Cölner BC 01              | 3-1        |
| 1921      | Duisburger SV          | Kölner BC 01              | N/A        |
| 1922      | Arminia Bielefeld      | Kölner BC 01              | N/A        |
| 1923      | Arminia Bielefeld      | TuRu Düsseldorf           | 4-3 aet    |
| 1924      | Duisburger SV          | Arminia Bielefeld         | N/A        |
| 1925      | Duisburger SV          | Schwarz-Weiß Essen        | Declarado  |
| 1926      | VfR Köln               | BV Altenessen             | N/A        |
| 1927      | Duisburger SV          | FC Schalke 04             | N/A        |
| 1928      | SpVgg Sülz 07          | Preußen Krefeld           | N/A        |
| 1929      | FC Schalke 04          | Duisburger SV             | 2-1        |
| 1930      | FC Schalke 04          | VfL 06 Benrath            | 2-1        |
| 1931      | Fortuna Düsseldorf     | VfB Bielefeld             | N/A        |
| 1932      | FC Schalke 04          | Borussia Fulda            | 5-1        |
| 1933      | FC Schalke 04          | Fortuna Düsseldorf        | 1-0        |

En negrita los equipos que ganaron el campeonato nacional.

## Títulos por equipo
| Club                   | Títulos | Años                                                             |
| ---------------------- | ------- | ---------------------------------------------------------------- |
| Duisburger SpV         | 11      | 1904, 1905, 1908, 1910, 1911, 1913, 1914, 1921, 1924, 1925, 1927 |
| FC Schalke 04          | 4       | 1929, 1930, 1932, 1933                                           |
| Kölner FC 1899         | 2       | 1903, 1906                                                       |
| Arminia Bielefeld      | 2       | 1922, 1923                                                       |
| Düsseldorfer FC        | 1       | 1907                                                             |
| FC München-Gladbach    | 1       | 1909                                                             |
| Kölner BC 01           | 1       | 1912                                                             |
| VfTuR München-Gladbach | 1       | 1920                                                             |
| VfR Köln 04 rrh.       | 1       | 1926                                                             |
| SpVgg Sülz 07          | 1       | 1928                                                             |
| Fortuna Düsseldorf     | 1       | 1931                                                             |